# Buzzov•en
Buzzov•en sind eine 1990 von Kirk Fisher, Fred „Fuzzy“ Hutch und Scott Majors gegründete Sludge-Band aus North Carolina. Sie gelten als Mitbegründer des Genres.

## Geschichte
Kirk Fisher ist das einzige kontinuierliches Mitglied der für ihren aggressiven Auftritte bekannten Band.
In den Anfangsjahren arbeitete Fisher als Autowäscher, um seinen Alltag finanzieren und die Bandaktivitäten gewährleisten zu können. Die ursprünglich aus Charlotte stammende erste Formation der Band spielte in diversen Clubs der Heimatstadt und erhielt aufgrund des aggressiven Auftretens, zu welchem sowohl die Zerstörung von Equipment und Einrichtungsgegenständen als auch Prügeleien mit Gästen und Angestellten der Clubs gehörte, in beinahe allen Auftrittsmöglichkeiten Hausverbot. Die Auftritte beschreibt Fisher als therapeutische Erfahrungen, ohne welche er allabendlich in Kneipenschlägereien verwickelt wäre.
Als Reaktion auf das umfangreiche Hausverbot, welches einem Auftrittsverbot nahekam, wechselte die Band Mitte der 1990er ihren Standort nach Richmond. Dort sah Fisher für sich und Buzzov•en eine lebhaftere, den eigenen musikalischen Vorstellungen entsprechende Szene mit besseren Auftrittsmöglichkeiten. In der folgenden Laufbahn der Band löste Fisher Buzzov•en mehrfach auf und trat kurz darauf mit neuen Musikern unter dem gleichen Namen wieder in Erscheinung.
1994 schlossen Buzzov•en einen Vertrag mit Roadrunner Records ab. Das dort erschienene Album To a Frown wurde von Billy Anderson (EyeHateGod, The Melvins, Mr. Bungle) produziert. Den Vertrag und das Erscheinen des über Roadrunner veröffentlichten Albums beschreibt Fisher als den Augenblick, in welchem er die Kontrolle über sein Leben verlor. Fisher, der zuvor schon diverse Drogen konsumierte, wurde mehrfach Substanzabhängig und benötigte über ein Jahrzehnt, um clean zu werden.
1999, nach der Tour zum dritten Studioalbum At a Loss…, löste Fisher Buzzov•en erneut auf und konzentrierte sich auf das Alternative-Country- und Blues-Projekt K. Lloyd and the Disciples, an welchem sich Jimmy Bower und Brian Patton von EyeHateGod beteiligten. Nachdem der mit Fisher befreundete Bower von einer EyeHateGod-Tour zurückkam, entschloss Fisher sich, Buzzov•en zu reaktivieren. Insbesondere die Rückfragen von Fans bei EyeHateGod-Konzerten bezüglich Buzzov•en und einer möglichen Reunion animierten Fisher, in der von ihm beliebtesten Besetzung, mit Ramzi Ateyeh und Dave „Dixie“ Collins, einen Neuanfang zu gestalten.
2014 sagte Fisher mehrere Auftritte, unter anderem auf dem Roadburn Festival mit Buzzov•en und K. Lloyd and the Disciples, ab, nachdem ihm eine Bipolare Störung diagnostiziert wurde und er sich zu einer Psychotherapie einweisen ließ.

## Stil
Buzzov•en werden mit EyeHateGod und Crowbar als Initiatoren des Sludge bezeichnet, klanglich werden sie vornehmlich EyeHateGod nahe gestellt. Ihre Musik nimmt jedoch Einflüsse aus Crustcore und Noise auf. Samples, Störgeräusche und Klangcollagen finden sich häufig auf den Veröffentlichungen der Band. Der konzeptionelle Gesamtklang der Band wird als „Sludge Metal mit dem Hang zum Noise und dem Mut zum Experiment“ beschrieben.
Die Gitarren sind knarrend bis stark übersteuert aufgenommen. Fishers Gesang wird zumeist mit Mike Williams Gesang für EyeHateGod verglichen, und als kehliges Geschrei beschrieben.
Martin Popoff fand in seinem Buch The Collector’s Guide of Heavy Metal Volume 3: The Nineties, dass die Lieder auf Sore voller verstörender Geräusche und irreführender Samples sei. Die Band sei dabei ähnlich „anti-musikalisch“ wie Venom in den 1990er-Jahren gewesen seien. Popoff fand zudem, dass die Veröffentlichung gut zum Katalog von Trent Reznors Label gepasst hätte.
Tim Wölke vom Metal Hammer empfand Sore nicht als Musik, sondern als „kaputte Mischung aus Ultrabrutalo-Riffs, Noise-Schmerzgewitter und wüstestem Grunzgewürge“.

## Diskografie
- 1991: Buttrash (Demo, Eigenvertrieb)
- 1991: Stereonucleosis Comes to Your House (Split-EP mit Antischism, Unheard und Tolerance, Stereonucleosis Records)
- 1992: Hate Box (EP, Kirbdog Records)
- 1992: Wound (EP, Allied Recordings)
- 1993: To a Frown (Album, Allied Recordings)
- 1994: Sore (Album, Roadrunner Records)
- 1994: Unwilling to Explain (EP, Allied Recordings)
- 1994: Paintime Grit (EP, Allied Recordings)
- 1994: I Don’t Need/Wifebeater (Split-EP mit God and Texas, Kustom Kitchen Records)
- 1996: Another Day in the Lost Lives of… (Split-EP mit Sourvein, Mudflap Records)
- 1997: Useless / Never Again (Single, Reptilian Records)
- 1997: Hot Rock Action Vol.3! (Split-EP mit Haberdasher, The Spitters und Behind Closed Doors, Reptilian Records)
- 1997: The Gospel According… II (EP, Allied Recordings)
- 1998: …At a Loss (Album, Off The Records)
- 2005: Welcome to Violence (Kompilation, Alternative Tentacles)
- 2010: Violence From The Vault (Kompilation, Relapse)
- 2011: Revelation: Sick Again (Album, Hydra Head Records)